# Los Pinos (Buenos Aires)
Los Pinos es una localidad argentina del partido de Balcarce, en la provincia de Buenos Aires.

## Ubicación
Se halla a 15 km al sudoeste de la ciudad de Balcarce por la ruta provincial 55.

## Historia
Los inicios de la localidad se relacionan directamente con el loteo del pueblo y la apertura de la cantera en el año 1900. En mayo de 1907 se inaugura la estación de ferrocarril para carga de cereales, hacienda y transporte de pasajeros.
Los Pinos se desarrolló con la actividad agropecuaria, asimismo con la explotación minera en la cantera, donde se obtenía pedregullo, arena, polvo de piedra y arcilla.

## Población
Cuenta con 337 habitantes (Indec, 2010), lo que representa un descenso del 27,3% frente a los 464 habitantes (Indec, 2001) del censo anterior.
| Gráfica de evolución demográfica de Los Pinos entre 1991 y 2010 |
|                                                                 |
| Fuente: Censos nacionales del INDEC                             |

## Geografía
En la localidad se encuentra el cerro de San Agustín en el que existieron dos canteras, la principal actividad económica en años pasados. 

## Personalidades destacadas de Los Pinos
Rolo Villar: Humorista de Radio Mitre AM 790 (Bs.As.).
Hugo Mazzacane: Piloto de automovilismo 
Ana María Corces. (1943 - 1977) Benefactora de Los Pinos en la promoción integral de la localidad, tarea desarrollada desde su silla de ruedas, habiendo padecido desde los 14 años una esclerosis en placa múltiple.